# 11956 Tamarakate
11956 Tamarakate este un asteroid din centura principală de asteroizi.

## Descriere
11956 Tamarakate este un asteroid din centura principală de asteroizi. A fost descoperit pe 8 februarie 1994 la Observatorul La Silla de Eric Walter Elst. Asteroidul prezintă o orbită caracterizată de o semiaxă mare de 2,30 ua, o excentricitate de 0,11 și o înclinație de 5,3° în raport cu ecliptica.